# باوین
باوین (به فرانسوی: Bauvin) یک کمون (فرانسه) در فرانسه است که در canton of Seclin-Sud واقع شده‌است. باوین ۳٫۸۵ کیلومتر مربع مساحت دارد ۳۰ متر بالاتر از سطح دریا واقع شده‌است.